# Hrabstwo Troup

Piramida wieku hrabstwa

Hrabstwo Troup (ang. Troup County) – hrabstwo w stanie Georgia, w Stanach Zjednoczonych. Jego siedzibą administracyjną jest LaGrange.

## Nazwa
Nazwa hrabstwa pochodzi od nazwiska George'a Troupa (1780–1856), gubernatora Georgii w okresie antebellum.

## Geografia
Według spisu z 2010 obszar całkowity hrabstwa obejmuje powierzchnię 445,96 mil2 (1155 km²), z czego 413,90 mil2 (1072 km²) stanowią lądy, a 32,06 mil2 (83 km²) stanowią wody.

### Miejscowości
- Hogansville
- LaGrange

### Sąsiednie hrabstwa
- Hrabstwo Coweta, Georgia (północny wschód)
- Hrabstwo Meriwether, Georgia (wschód)
- Hrabstwo Harris, Georgia (południe)
- Hrabstwo Chambers, Alabama (południowy zachód)
- Hrabstwo Randolph, Alabama (północny zachód)
- Hrabstwo Heard, Georgia (północ, północny zachód)

## Demografia
Według spisu z 2020 roku liczy 69,4 tys. mieszkańców, co oznacza wzrost o 3,6% w porównaniu z poprzednim spisem z roku 2010. Według danych pięcioletnich z 2021 roku 58,3% to biali (55,1% nie licząc Latynosów), 36,6% czarnoskórzy lub Afroamerykanie, 2,5% Azjaci, 2% miało rasę mieszaną, 0,5% to rdzenna ludność Ameryki i 0,2% pochodziło z wysp Pacyfiku. Latynosi stanowili 4,2% populacji hrabstwa.
Do największych grup należały osoby pochodzenia afroamerykańskiego, „amerykańskiego” (8%), irlandzkiego (7,5%), angielskiego (7%), niemieckiego (6,3%) i szkockiego, szkocko–irlandzkiego lub walijskiego (3,3%).

## Religia
W 2020 roku większość mieszkańców to protestanci. Pod względem członkostwa do największych grup wyznaniowych należeli: baptyści (31%), bezdenominacyjne zbory ewangelikalne (10%), metodyści (8%) i katolicy (3,8%). Religie niechrześcijańskie obejmowały 2% populacji. 

## Polityka
Hrabstwo jest przeważająco republikańskie, gdzie w wyborach prezydenckich w 2020 roku, 60,4% głosów otrzymał Donald Trump i 38,5% przypadło dla Joe Bidena. 